# Abradž Al Bait
Urni stolpi (arabsko أبراج الساعة, latinizirano: Abrāj al-Sāaẗ, prej znano kot arabsko أبراج البيت, latinizirano: Abrāj al-Bajt, dob. ''Stolpi hiše'')), je vladni kompleks sedmih hotelov nebotičnikov v Meki v Saudovi Arabiji. Ti stolpi so del projekta obdaritve kralja Abdulaziza, katerega cilj je posodobiti mesto in oskrbovati njegove romarje. Osrednji hotelski stolp, ki je Makkah Clock Royal Tower, je četrta najvišja stavba in šesta najvišja samostoječa stavba na svetu. Stolp z uro vsebuje muzej Clock Tower, ki zaseda zgornja štiri nadstropja stolpa.
Kompleks stavb je 300 metrov oddaljen od največje mošeje na svetu in najbolj svetega mesta islama, Svete mošeje v Meki. Razvijalec in izvajalec kompleksa je Saudi Binladin Group, največje gradbeno podjetje v Kraljevini. Je druga najdražja zgradba na svetu, skupni stroški gradnje pa znašajo 15 milijard ameriških dolarjev. Kompleks je bil zgrajen po rušenju trdnjave Adžjad, osmanske citadele iz 18. stoletja na vrhu hriba, ki gleda na Sveto mošejo. Uničenje zgodovinsko pomembnega mesta leta 2002 s strani saudske vlade je sprožilo negodovanje in močan odziv Turčije.

## Opis
Najvišji stolp v kompleksu je najvišja stavba v Saudovi Arabiji, s 601 metrom in skupno površino 32.000 kvadratnih metrov. Je šesta najvišja prostostoječa stavba na svetu, ki presega finančni center Ping An v Šendženu na Kitajskem, a nižja od Burdž Kalife v Dubaju v ZAE, Merdeke 118 v Kuala Lumpurju v Maleziji, Tokyo Skytree v Tokiu na Japonskem, Šanghajski stolp v Šanghaju na Kitajskem in Kantonski stolp v mestu Guangdžou na Kitajskem.
Lokacija kompleksa je čez trg na jugu od glavnega vhoda (vrata kralja Abdul-Aziza) do mošeje Masjid al Haram, v kateri je Kaba. Sprejme vernike, ki obiščejo Kabo. Najvišji stolp v kompleksu vsebuje tudi hotel s petimi zvezdicami, ki ga upravljajo Fairmont Hotels and Resorts, da bi zagotovili nastanitev za milijone romarjev, ki vsako leto potujejo v Meko, da bi se udeležili hadža.
Poleg tega ima Urni stolpi petnadstropno nakupovalno središče (The Clock Towers Shopping Center) in parkirno hišo, ki lahko sprejme več kot tisoč vozil.
Leta 2006 je bilo načrtovano, da bo stavba visoka 734 m. Leta 2009 je bilo objavljeno, da bo končna višina 601 m. Kompleks je zgradil Saudi Binladin Group, največje gradbeno podjetje v Saudovi Arabiji. Fasado je izdelal Premiere Composite Technologies, uro pa nemški proizvajalec stolpnih ur PERROT GmbH & Co. KG Turmuhren und Läuteanlagen. Po podatkih saudskega ministrstva za verske ustanove je celoten projekt stal 15 milijard ameriških dolarjev.

### Ura
Projekt uporablja številčnice ure za vsako stran glavnega hotelskega stolpa. Skupna višina ure je 57 m, tik pod medijskimi zasloni pod številčnicami ure. S 43 m × 43 m so največji na svetu. Streha ure je 450 m nad tlemi, zaradi česar je najbolj dvignjena arhitekturna ura na svetu. Na vrhu ure je bil dodan zvonik, ki ji daje skupno višino 601 m. Za številčnicami ure je razstava astronomije. V bazi zvonika in z železom pokritih tleh (Dragulj) je znanstveni center, ki se uporablja za opazovanje lune na začetku islamskih mesecev in za upravljanje atomske ure, ki nadzoruje številčnice stolpne ure. 

## Stolpi v kompleksu
| Stolp       | Višina | Število nadstropij | Datum izgradnje |
| ----------- | ------ | ------------------ | --------------- |
| Hotel Tower | 601 m  | 120                | 2012            |
| Hadžar      | 260 m  | 48                 | 2011            |
| ZamZam      | 260 m  | 48                 | 2011            |
| Makam       | 250 m  | 45                 | 2012            |
| Kibla       | 250 m  | 45                 | 2011            |
| Marvah      | 240 m  | 42                 | 2008            |
| Safa        | 240 m  | 42                 | 2007            |

## Lastnosti
Na vrhu stavbe je ura s štirimi stranmi, vidna z razdalje 25 kilometrov. Številčnice ure so največje na svetu in presegajo uro trgovskega centra Cevahir Mall v Carigradu.
Vsak od štirih obrazov ure meri 43 m v premeru in jih osvetljuje 2 milijona LED luči s štirimi usmerjenimi robovi, tik nad uro poleg ogromne arabske pisave: Bog je največji na severu in južne strani ter na zahodu in vzhodu Ni boga razen Alaha. Mohamed je Božji poslanec. Prisotne so tudi štiri zlate kupole na stebrih na vseh vogalih. Enako kot saudska zastava, nameščena na vrhu ure, utripa, da signalizira islamske petkratne dnevne molitve. Ob posebnih priložnostih, kot je novo leto, 21.000 zelenih in belih ksenonskih žarnic in LED luči med klicem na pet molitvenih časov dneva. Ob posebnih priložnostih 40 svetilk ustvarja svetlobne učinke. Poleg tega močni laserji mečejo svoje žarke 30 kilometrov v nebo. Štirje obrazi ure so pokriti z 98 milijoni koščkov steklenega mozaika. Saudski grb je prikazan na sredini vsake ure za številčnicami. Minutni kazalec je dolg 23 m, medtem ko je urni kazalec dolg 18 m.
Obstajajo poročila, da bo ura nastavljena na čas iz Meke, da bi zamenjali referenčni poldnevnik IERS kot glavni poldnevnik za globalno merjenje časa, vendar je ura nastavljena na arabski standardni čas (UTC+03:00).

### Zvonik
Zvonik ima osemnadstropno s steklom pokrito bazo (Dragulj), ki pripada znanstvenemu centru, ki ima svojo majhno razstavo, drugo opazovalno ploščad na 484 m. Najvišje nadstropje v Dragulju je Control Tower Floor, ki naj bi se uporabljalo za nadzor zračnega prometa na nebu nad Meko (predvsem helikopterji, saj letala v bližini Meke niso dovoljena). Vendar je bilo to iz tehničnih razlogov preskočeno in prihodnja uporaba še ni jasna. Zgoraj od Dragulja ima zvonik le tehnične instalacije za zvočno, svetlobno in drugo infrastrukturo ter na koncu zadnjo razgledno ploščad in polmesec nad njo. Polmesec ima dve pravilni etaži z bivalnimi prostori ter nekaj servisnimi etažami in sobami.
Polmesec je bil izdelan v Dubaju aprila 2011. Narejen je iz mozaičnega zlata s steklenimi vlakni in tehta do 35 ton. Stal je 90 milijonov dirhamov Združenih arabskih emiratov, gradnja pa je trajala tri mesece.
Stolp in njegovo podnožje imata zvočnike, ki oddajajo molitvene klice na razdaljo 7 km in na območju približno 160 km².

## Incidenti

### Gradbeni požari
Kompleks Urnih stolpov je imel med gradnjo dva požara. Prva požarna nesreča se je zgodila v stolpu Hadžar 28. oktobra 2008. 400 gasilcev je pogasilo požar, ki je gorel 10 ur in je zajel devet nadstropij stolpa. Po poročanju očividcev je požar izbruhnil malo po polnoči, hitro pa se je razširil zaradi lesa, uporabljenega za gradnjo, shranjenega v prostorih. Kmalu je celotno poslopje zajel dim. Bolnišnice so bile v stanju visoke pripravljenosti, a o poškodovanih ni poročil. Tiskovni predstavnik civilne zaščite je trdil, da se je požar začel v 32. nadstropju stolpa Hadžar.
Drugi požar je prizadel stolp Safa 1. maja 2009. V požaru, ki ga je civilna zaščita hitro omejila, ni bilo poročil o mrtvih ali poškodovanih. Očividci so povedali, da je požar izbruhnil kmalu po molitvi Asr, medtem ko so nekateri delavci v stavbi varili železne palice na lesenih odrih. Ogenj je poškodoval večji del stolpnice v gradnji. Po besedah generalmajorja Adela Zamzamija, generalnega direktorja civilne zaščite v provinci Meka, je požar izbruhnil v 14. nadstropju in segal do 20. nadstropja.

### Polemika
Lokacija, izbrana za stolpe, je bila zgodovinska osmanska trdnjava Adžjad iz 18. stoletja, za katero mnogi domačini menijo, da je simbol osmanskega zatiranja. Trdnjavo so porušili, da bi naredili prostor za kompleks. The Guardian je razvoj kritiziral, ker je »preoblikoval vrsto arhitekture, ki se je razvila iz gostega urbanega zrna nizkih dvorišč in ozkih ulic v ... neskončno ponovljiv vzorec za dekoracijo standardiziranih [betonskih] plošč(-ov). )«.